# Krems (Donau)
 For alternative betydninger, se Krems. (Se også artikler, som begynder med Krems)
Krems er en biflod til Donau i den østrigske delstat Niederösterreich. Kremsfloden ved Donau må ikke forveksles med Kremsfloden ved Traunfloden i Oberösterreich.
Krems' kildefloder er Große Krems og Kleine Krems, som begge udspringer i Weinsberger Wald og flyder sammen nordvest for byen Nöhagen. Floden flyder hovedsagelig mod øst.
Oprindelig udmundende Kremsfloden i Donau nær byen Krems, men efter bygningen af donaukraftværket Altenwörth blev udmundingen flyttet til Altenwörth i kommunen Kirchberg an Wagram.
48°23′02″N 15°47′51″Ø / 48.3838°N 15.79737°Ø